# Idiurus macrotis
Idiurus macrotis là một loài động vật có vú trong họ Anomaluridae, bộ Gặm nhấm. Loài này được Miller mô tả năm 1898.

## Hình ảnh

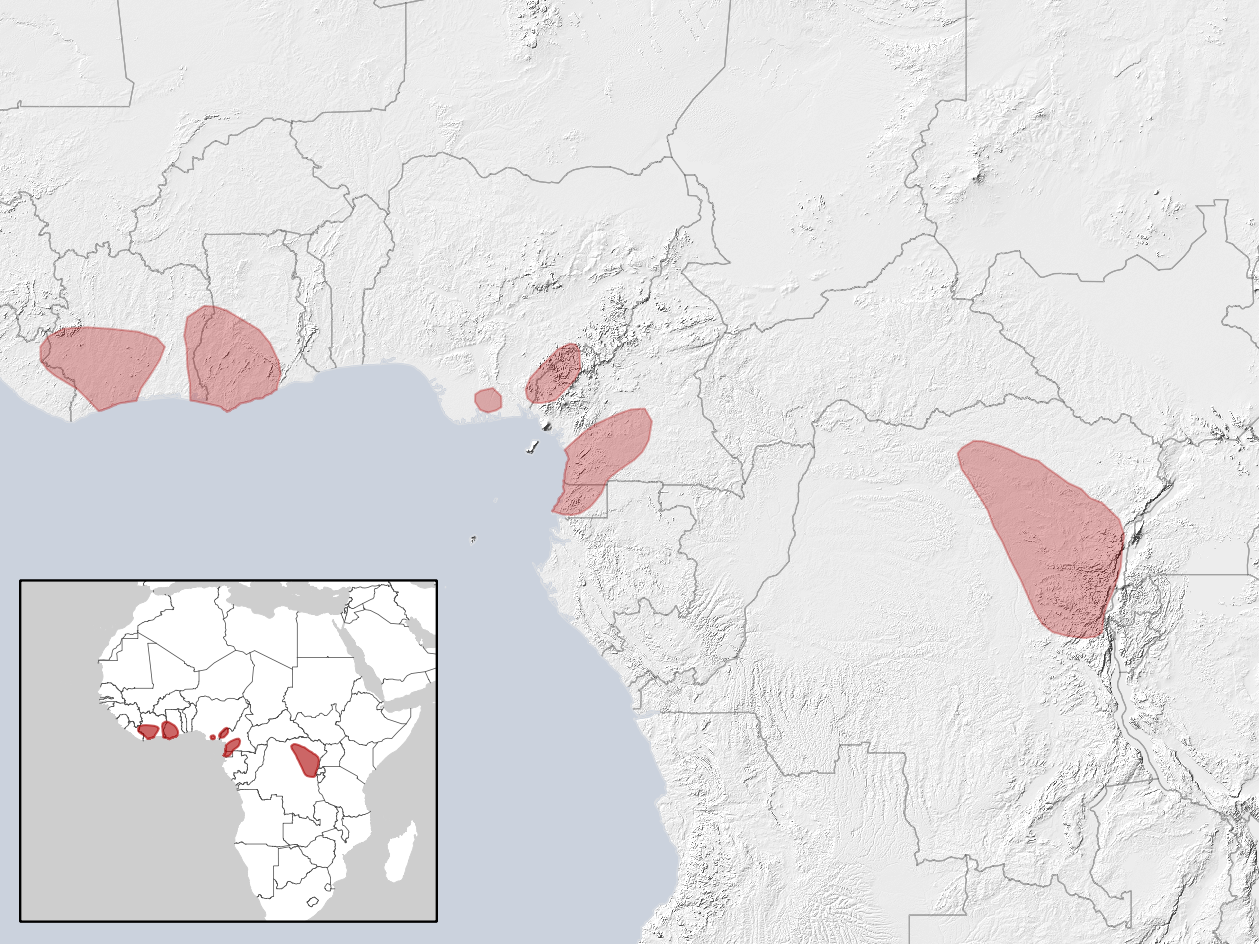